# Чемпионат малых стран Европы по волейболу среди женщин 2017
Финальный этап 14-го чемпионата малых стран Европы по волейболу среди женщин прошёл с 23 по 25 июня 2017 года в Люксембурге (Люксембург) с участием 5 национальных сборных команд.
В турнире приняли участие команда страны-хозяйки (Люксембург) и по две лучшие команды из квалификационных групп (Кипр, Фарерские острова, Исландия, Шотландия). Чемпионский титул во 2-й раз в своей истории выиграла сборная Исландии.

## Формула розыгрыша
Турнир состоял из двух этапов — квалификационного и финального. Приоритетом при распределении итоговых мест служило общее количество побед, затем набранные очки, соотношение выигранных и проигранных партий, соотношение игровых очков, результат личной встречи. За победы со счётом 3:0 и 3:1 команды получали по 3 очка, за победы 3:2 — по 2, за поражения 2:3 — по одному, за поражения 0:3 и 1:3 очки не начислялись.

## Квалификация
Квалификационный турнир прошёл в период с 23 мая по 26 июня 2016 года на Фарерских островах и в Люксембурге. Участники — Ирландия, Исландия, Кипр, Лихтенштейн, Люксембург, Северная Ирландия, Фарерские острова, Шотландия. Квалификация одновременно служила и 1-м этапом европейского отборочного турнира чемпионата мира 2018.

### Группа А
23—25 мая 2016. Торсхавн (Фарерские острова)
| М | Команда           | 1   | 2   | 3   | 4   | И | В | П | С/П | О |
| - | ----------------- | --- | --- | --- | --- | - | - | - | --- | - |
| 1 | Кипр              |     | 3:1 | 3:0 | 3:0 | 3 | 3 | 0 | 9:1 | 9 |
| 2 | Фарерские острова | 1:3 |     | 3:0 | 3:0 | 3 | 2 | 1 | 7:3 | 6 |
| 3 | Лихтенштейн       | 0:3 | 0:3 |     | 3:0 | 3 | 1 | 2 | 3:6 | 3 |
| 4 | Ирландия          | 0:3 | 0:3 | 0:3 |     | 3 | 0 | 3 | 0:9 | 0 |

23 мая
Кипр — Лихтенштейн 3:0 (25:19, 25:16, 25:21); Фарерские острова — Ирландия 3:0 (25:8, 25:12, 25:11).
24 мая
Кипр — Ирландия 3:0 (25:12, 25:9, 25:12); Фарерские острова — Лихтенштейн 3:0 (25:15, 25:15, 25:21).
25 мая
Лихтенштейн — Ирландия 3:0 (25:14, 25:7, 25:10); Кипр — Фарерские острова 3:1 (25:21, 25:14, 19:25, 25:13).

### Группа В
24—26 июня 2016. Люксембург (Люксембург)
| М | Команда           | 1   | 2   | 3   | 4   | И | В | П | С/П | О |
| - | ----------------- | --- | --- | --- | --- | - | - | - | --- | - |
| 1 | Исландия          |     | 3:0 | 3:1 | 3:0 | 3 | 3 | 0 | 9:1 | 9 |
| 2 | Шотландия         | 0:3 |     | 3:1 | 3:0 | 3 | 2 | 1 | 6:4 | 6 |
| 3 | Люксембург        | 1:3 | 1:3 |     | 3:0 | 3 | 1 | 2 | 5:6 | 3 |
| 4 | Северная Ирландия | 0:3 | 0:3 | 0:3 |     | 3 | 0 | 3 | 0:9 | 0 |

24 июня
Исландия — Шотландия 3:0 (25:21, 25:14, 25:17); Люксембург — Северная Ирландия 3:0 (25:18, 25:11, 25:7).
25 июня
Шотландия — Северная Ирландия 3:0 (25:13, 25:4, 25:11); Исландия — Люксембург 3:1 (21:25, 25:19, 25:17, 25:17).
26 июня
Исландия — Северная Ирландия 3:0 (25:8, 25:13, 25:6); Шотландия — Люксембург 3:1 (25:23, 16:25, 25:23, 25:20).

### Итоги
По итогам квалификации путёвки в финальный турнир получили по две лучшие команды из групп —  Кипр,   Исландия,  Фарерские острова,  Шотландия,а также  Люксембург как команда страны организатора финала.

## Финальный этап
23—25 июня 2017. Люксембург (Люксембург).
Финальный этап состоял из однокругового турнира, по результатам которого определилась итоговая расстановка мест.
| М | Команда           | 1   | 2   | 3   | 4   | 5   | И | В | П | С/П  | О |
| - | ----------------- | --- | --- | --- | --- | --- | - | - | - | ---- | - |
| 1 | Исландия          |     | 3:0 | 3:1 | 1:3 | 3:0 | 4 | 3 | 1 | 10:4 | 9 |
| 2 | Люксембург        | 0:3 |     | 3:1 | 3:0 | 3:0 | 4 | 3 | 1 | 9:4  | 9 |
| 3 | Кипр              | 1:3 | 1:3 |     | 3:1 | 3:0 | 4 | 2 | 2 | 8:7  | 6 |
| 4 | Шотландия         | 3:1 | 0:3 | 1:3 |     | 3:1 | 4 | 2 | 2 | 7:8  | 6 |
| 5 | Фарерские острова | 0:3 | 0:3 | 0:3 | 1:3 |     | 4 | 0 | 4 | 1:12 | 0 |

23 июня
Кипр — Фарерские острова 3:0 (25:12, 25:17, 26:24); Шотландия — Исландия 3:1 (25:21, 25:19, 20:25, 25:22).
Люксембург — Кипр 3:1 (25:23, 25:21, 21:25, 25:20).
24 июня
Люксембург — Шотландия 3:0 (25:20, 25:16, 25:17); Исландия — Фарерские острова 3:0 (25:17, 25:11, 25:18).
Кипр — Шотландия 3:1 (25:18, 21:25, 25:14, 25:16); Исландия — Люксембург 3:0 (25:13, 28:26, 25:19).
25 июня
Шотландия — Фарерские острова 3:1 (19:25, 25:23, 25:13, 25:15); Исландия — Кипр 3:1 (25:20, 15:25, 25:19, 25:21).
Люксембург — Фарерские острова 3:0 (25:17, 26:24, 25:9).

## Итоги

### Положение команд
| Исландия             |
| Люксембург           |
| Кипр                 |
| 4. Шотландия         |
| 5. Фарерские острова |

### Призёры
Исландия: Ханна Фридриксдоттир, Йона Вигфусдоттир, Хьёрдис Эйриксдоттир, Фьола Сваварсдоттир, Роза Айгисдоттир, Карен Гуннарсдоттир, Бирта Бьёрнсдоттир, Элизабет Эйнарсдоттир, Фрида Сигурдардоттир, Маттильдур Эйнарсдоттир, Стейнум-Хельга Бьёргольфсдоттир, Тельма Гретарсдоттир, Мария Карлсдоттир, Берглинд Йонсдоттир. Главный тренер — Даниэле Каприотти.
  Люксембург: Бетти Хоффман, Натали Браас, Изабель Фриш, Анналена Мах, Лара Эрнстер, Анн-Катрин Боллендорф, Коринн Штейнбах, Яна Феллер, Марис Велш, Марлен да Коста Батиста, Карла Франк, Юли Тесо. Главный тренер — Детлеф Шёнберг. 
  Кипр: Аспасия Хаджихристодулу, Катерина Лампру, Христиана Дэвид, Элени Какури, Стелла Иоанну, Андреа Хараламбус, Василики Хатциконстанти, Элена Мосфилиоти, Андрия Закхеу, Андри Иорданус, Рания Стилиану, Георгия Ставринидис, Эрика Зембила. Главный тренер — Петрос Пациас.

### Индивидуальные призы
| - MVP Йона Вигфусдоттир - Лучшая связующая Натали Браас - Лучшие центральные блокирующие Фрида Сигурдардоттир Андри Иорданус | - Лучшая диагональная нападающая Андреа Хараламбус - Лучшие нападающие-доигровщики Йона Вигфусдоттир Бетти Хоффман - Лучшая либеро Марис Велш |